# Eva Kausche-Kongsbak
Eva Kausche-Kongsbak (Geburtsname: Eva Kongsbak; * 20. Oktober 1918 in Lübeck; † 18. Dezember 2010 in Worpswede) war eine deutsche Buch-Illustratorin, Malerin, Grafikerin und Autorin.

## Leben und Wirken
Kongsbak erhielt ihre erste künstlerische Ausbildung bereits mit 13 Jahren an der Kunstschule Lübeck bei Willibald Leo von Lütgendorff-Leinburg. Danach studierte sie in Hamburg an der Hansischen Hochschule für bildende Künste und an der Hochschule für bildende Künste in Berlin. Dort lernte sie ihren späteren Ehemann Martin Kausche kennen, den sie im Januar 1945 in Tirol heiratete. Das Ehepaar hatte zwei Söhne und zwei Töchter.
Seit dem Sommer 1945 lebte sie mit ihrem Mann im Künstlerdorf Worpswede, wo beide als Buchgestalter arbeiteten. Eva Kausche-Kongsbak wurde vor allem durch ihre Illustrationen und Umschlagentwürfe für namhafte Verlage wie Rowohlt, Kindler, Ullstein, Droemer Knaur, Piper,  S. Fischer und Oetinger bekannt, arbeitete aber auch als freie Grafikerin und Malerin. Ihre Comics um die Figur des Jungen „Florian“ erschienen von 1967 bis 1994 in 1404 Folgen in der Zeitschrift Frau im Spiegel und in vier Sammelausgaben in Buchform. Werke von ihr hängen in der Worpsweder Kunsthalle.

## Werke (Auswahl)
- Vom Lübecker Krippenspiel, Beilage der Lübeckischen Blätter vom 31. Dezember 1939 (Digitalisat)
- Wilhelm Wisser: Wat Grotmoder vertellt: Plattdeutsche Volksmärchen für Haus und Schule. Mit 52 Bildern von Eva Kongsbak. Wolfshagen-Scharbeutz: Westphal 1943
- Helene Will-Beuermann und Carl Will: Bunte Welt. Eine Fibel. Mit Bildern von Eva Kausche-Kongsbak und Martin Kausche. Ellermann, Hamburg 1948 / 1949.
- Zeichnungen zu: Johanna Spyri: Heidi. Sigbert Mohn Verlag, Gütersloh 1950.
- Zeichnungen zu: W. Adrian: So wurde Brot aus Halm und Glut. (Geschichte und Entwicklung der Hausbäckerei, Bd. 1). Ceres, Bielefeld (1951).
- Zeichnungen zu: Manfred Hausmann: Martin. Geschichten aus einer glücklichen Welt. Sigbert Mohn Verlag, Gütersloh 1953
- Zeichnungen zu: Manfred Hausmann: Isabel. Geschichten um eine Mutter. Bertelsmann Verlag, 1953.
- Schutzumschlag und Einband (zusammen mit Martin Kausche) zu : Gustav Flaubert: Madame Bovary. Kiepenheuer & Witsch, Köln, Berlin [1955]
- Zeichnungen zu: Hans Nicklisch: Vater unser bestes Stück. Bertelsmann Lesering, 1956.
- Zeichnungen zu: Manfred Hausmann: Andreas. Geschichten um Martins Vater. Sigbert Mohn Verlag, Gütersloh 1957.
- Zeichnungen zu: Hans Flemming: Ich hab´s noch nicht bereut. Berlin 1958.
- Zeichnungen zu: Gertrud Oheim, Guido Möring und Theo Zimmermann: Die gute Ehe. Ein Ratgeber für Mann und Frau. (Praktische Ratgeber), Bertelsmann, 1964.
- Buchumschlag- und Einbandentwurf zu: Eric Malpass: Morgens um sieben ist die Welt noch in Ordnung. Rowohlt, Reinbek bei Hamburg, 1967.
- Florian. Ehrlich, Lübeck 1968.
- Florian. Vorwort: Eric Malpass. Hoffmann und Campe, Hamburg 1969, ISBN 3-455-03722-4.
- Zeichnungen zu: Barbara Noack: Eines Knaben Phantasie hat meistens schwarze Knie. Blanvalet, Berlin 1971.
- Florian bleibt Florian. Vorwort: Heilwig von der Mehden. Hoffmann und Campe, Hamburg 1971, ISBN 3-455-03723-2.
- Florian, der Dritte. Vorwort: Barbara Noack. Hoffmann und Campe, Hamburg 1975, ISBN 3-455-03724-0.
- Vivat Florian. Vorwort: Isabella Nadolny. Hoffmann und Campe, Hamburg 1980, ISBN 3-455-03726-7.
- Hiesige und ihre Landschaft. 20 Zeichnungen. Worpsweder Verlag, Lilienthal 1987, ISBN 3-922516-20-3.
- (Wir) Künstler in und um Worpswede. Grafik – Malerei – Objekt – Skulptur. Künstler: Hans Bock, Andrea Braig, M. Breustedt, H. J. Burmeister, Bryan Ingham, Eva Kausche-Kongsbak, M. Kausche, Fr. Migge u. a., Verlag M. Simmering, Lilienthal 1992.

Graphiken, herausgegeben von der Firma Thomae, Biberach 1972
- Ich meß jetzt unterm Arm, im Po war nix.
- Nachher muß ich wieder die Zunge zeigen.
- Tendenz lustlos.
- Wadenwickel nur unter Protest.

## Ausstellungen
- Worpsweder Kunsthalle, 1976
- Galerie Altes Rathaus Worpswede, 1998
- Haus im Schluh, Worpswede, 17. März – 16. Juni 2019